# ダン・ランズラー
ダニエル・ジョゼフ・ランズラー（Daniel Joseph "Dan" Runzler, 1985年3月30日 - ）は、アメリカ合衆国・カリフォルニア州ロサンゼルス郡サンタモニカ出身の元プロ野球選手（投手）。左投左打。

## 経歴

### プロ入りとジャイアンツ時代
2007年のMLBドラフト9巡目（全体284位）でサンフランシスコ・ジャイアンツから指名され、6月18日に契約を結んだ。契約後、傘下のルーキー級アリゾナリーグ・ジャイアンツでプロデビューし、15試合に登板した。
2009年には、9月4日のミルウォーキー・ブルワーズ戦でメジャーリーグ（MLB）初登板を果たすと、中継ぎとして公式戦11試合に登板した。
2010年は41試合に登板。3勝0敗・防御率3.03というキャリアハイの成績を残した。
2011年は31試合に登板するも、防御率6.26。8月21日のヒューストン・アストロズ戦でMLB初先発を経験するが、2回途中4失点で降板した。
2012年は戦6試合に登板。以降は、ジャイアンツ傘下のAAA級フレズノ・グリズリーズに所属していたが、2014年7月30日ジャイアンツから契約を解除された。

### オリックス時代
2014年7月31日にオリックス・バファローズが獲得を発表した。1年契約で、背番号は12。入団に際しては、ジャイアンツ時代の同僚でオリックスでのプレー経験もあるライアン・ボーグルソンからアドバイスを受けたという。しかし、一軍での登板はなく、ファームでも6試合の登板に終わった。シーズン終了後の12月2日に自由契約公示された。

### オリックス退団後
2014年12月24日にアリゾナ・ダイヤモンドバックスとマイナー契約を結んだ。
2015年は開幕から傘下のAAA級リノ・エーシズでプレーしていたが、7月30日に自由契約となった。8月7日に独立リーグ・アトランティックリーグのシュガーランド・スキーターズと契約。11月4日にミネソタ・ツインズとマイナー契約を結んだ。
2016年は開幕から傘下のAAA級ロチェスター・レッドウイングスでプレーしていたが、6月22日に自由契約となった。7月5日に再びシュガーランド・スキーターズと契約。
2016年11月2日にピッツバーグ・パイレーツとマイナー契約を結び、2017年のスプリングトレーニングに招待選手として参加することになった。
2017年は開幕から傘下のAAA級インディアナポリス・インディアンスでプレーし、40試合に登板して1勝4敗7セーブ・防御率3.05・36奪三振の成績を残した。アクティブ・ロースター拡大後の9月10日にメジャー契約を結び、アクティブ・ロースター入りした。この年メジャーでは8試合に登板して防御率4.50・4奪三振の成績を残した。オフの11月6日に40人枠を外れる形でAAA級インディアナポリスへ配属された後、FAとなった。
2018年3月29日にシュガーランド・スキーターズと契約。
2019年2月1日にボストン・レッドソックスとマイナー契約を結ぶ。7月15日に解雇となる。7月22日にシュガーランド・スキーターズと契約。
2020年はメキシカンリーグのモンテレイ・サルタンズと契約したが、新型コロナウイルス感染症の影響でシーズン中止となり、試合出場なく2021年3月5日に解雇となった。

### 現役引退後
2021年4月10日、北米独立リーグ・アメリカン・アソシエーションのミルウォーキー・ミルクメンの投手コーチに就任した。
2022年からは、古巣であるサンフランシスコ・ジャイアンツの傘下A級サンノゼ・ジャイアンツで投手コーチを務めている。

## 詳細情報

### 年度別投手成績
| 年 度    | 球 団    | 登 板 | 先 発 | 完 投 | 完 封 | 無 四 球 | 勝 利 | 敗 戦 | セ 丨 ブ | ホ 丨 ル ド | 勝 率 | 打 者 | 投 球 回 | 被 安 打 | 被 本 塁 打 | 与 四 球 | 敬 遠 | 与 死 球 | 奪 三 振 | 暴 投 | ボ 丨 ク | 失 点 | 自 責 点 | 防 御 率 | W H I P |
| -------- | -------- | ----- | ----- | ----- | ----- | -------- | ----- | ----- | -------- | ----------- | ----- | ----- | -------- | -------- | ----------- | -------- | ----- | -------- | -------- | ----- | -------- | ----- | -------- | -------- | ------- |
| 2009     | SF       | 11    | 0     | 0     | 0     | 0        | 0     | 0     | 0        | 2           | ----  | 38    | 8.2      | 6        | 1           | 5        | 0     | 1        | 11       | 0     | 0        | 1     | 1        | 1.04     | 1.27    |
| 2010     | SF       | 41    | 0     | 0     | 0     | 0        | 3     | 0     | 0        | 5           | 1.000 | 144   | 32.2     | 29       | 1           | 20       | 3     | 1        | 37       | 2     | 0        | 12    | 11       | 3.03     | 1.50    |
| 2011     | SF       | 31    | 1     | 0     | 0     | 0        | 1     | 2     | 0        | 3           | .333  | 120   | 27.1     | 29       | 0           | 16       | 1     | 0        | 25       | 1     | 0        | 21    | 19       | 6.26     | 1.65    |
| 2012     | SF       | 6     | 0     | 0     | 0     | 0        | 0     | 0     | 0        | 0           | ----  | 15    | 3.2      | 1        | 0           | 3        | 1     | 1        | 5        | 1     | 0        | 0     | 0        | 0.00     | 1.09    |
| 2017     | PIT      | 8     | 0     | 0     | 0     | 0        | 0     | 0     | 0        | 0           | ----  | 20    | 4.0      | 7        | 2           | 2        | 0     | 0        | 4        | 0     | 0        | 4     | 2        | 4.50     | 2.25    |
| MLB：5年 | MLB：5年 | 97    | 1     | 0     | 0     | 0        | 4     | 2     | 0        | 10          | .667  | 337   | 76.1     | 72       | 4           | 46       | 5     | 3        | 82       | 4     | 0        | 38    | 33       | 3.89     | 1.55    |

- 2018年度シーズン終了時

### 記録
MLB
- 初登板：2009年9月4日、対ミルウォーキー・ブルワーズ戦（ミラー・パーク）、6回裏に4番手で救援登板、1/3回無失点
- 初奪三振：同上、6回裏に ジョディ・ゲラットから見逃し三振
- 初ホールド：2009年9月18日、対ロサンゼルス・ドジャース戦（ドジャー・スタジアム）、6回裏に3番手で救援登板、1/3回無失点
- 初勝利：2010年5月4日、対フロリダ・マーリンズ戦（サンライフ・スタジアム）、11回裏に5番手で救援登板、1回無失点
- 初先発：2011年8月21日、対ヒューストン・アストロズ戦（ミニッツメイド・パーク）、1回2/3を4失点

### 背番号
- 45 （2009年 - 2012年）
- 12 （2014年）
- 48 （2017年）